# Perdida (película de 2014)
Perdida (título original Gone Girl) es una película estadounidense de suspenso psicológico de 2014 dirigida por David Fincher y escrita por Gillian Flynn, basada en su  novela homónima de 2012. La cinta está protagonizada por Ben Affleck, Rosamund Pike, Neil Patrick Harris, Carrie Coon y Tyler Perry. Ambientada en Misuri, la historia comienza como un misterio que sigue los acontecimientos que rodean a Nick Dunne (Affleck), quien se convierte en el principal sospechoso de la repentina desaparición de su esposa, Amy (Pike).
La película tuvo su estreno mundial en la noche inaugural del 52° New York Film Festival el 26 de septiembre de 2014, antes de su estreno nacional el 3 de octubre. Fue muy bien recibida y tuvo éxito comercial, recaudando $369 millones de dólares, lo que la convierte en la película con mayor recaudación de Fincher.
La actuación de Rosamund Pike fue particularmente elogiada, y recibió nominaciones para un premio Óscar, BAFTA, Globo de Oro y un Premio del Sindicato de Actores a la Mejor Actriz. Otras nominaciones incluyeron un Globo de Oro al mejor director para Fincher y un Globo de Oro, un BAFTA y un Premio de la Crítica Cinematográfica para el guion adaptado de Flynn, recibiendo el premio por este último.

## Trama
El día de su quinto aniversario de bodas, Nick Dunne (Ben Affleck) regresa a su casa y descubre que su esposa Amy (Rosamund Pike) ha desaparecido. Nick contacta a la policía y la detective Rhonda Boney (Kim Dickens) y el oficial Jim Gilpin (Patrick Fugit) son asignado. Ellos sospechan de Nick y, en la comisaría, se acrecientan las dudas, ya que Nick demuestra saber muy poco de su propia esposa. Mientras tanto, juega el desafío que Amy siempre prepara por su aniversario nupcial: una "búsqueda del tesoro", que consiste en acertijos que ella deja en lugares estratégicos y lo conducen a otro y otro más, para que halle su regalo.
A la par, vemos la relación del matrimonio Dunne desde sus inicios, según el diario de Amy: se conocieron en una fiesta en Nueva York. Ella creaba tests de personalidad (es psicóloga) y Nick escribía artículos. Además, ella es la inspiración literaria de "La Asombrosa Amy", una saga clásica de libros infantiles creada por sus padres, quienes hicieron una fortuna con ello. Con el tiempo ellos se casan y, luego, pierden sus trabajos por la recesión del 2008. A la par, la madre de Nick tiene cáncer y la pareja se muda a Misuri para cuidarla. Tras su fallecimiento, este queda destrozado y se vuelve distante, apático y poco comunicativo con su esposa. Más adelante, descubrimos que Nick sólo la utiliza para el sexo, sale mucho y llega tarde, le miente a menudo, gasta mucho innecesariamente y, poco a poco, la relación se vuelve monótona. Aun así, Amy decide comprarle un bar con lo que le queda de su fondo fiduciario, el cual administra junto a su hermana melliza Margo (Carrie Coon), a la par de su trabajo como profesor local de escritura creativa. Se revela también que Nick había empujado con rabia a Amy hacia el tomo de las escaleras porque ella le pidió tener un hijo, como siguiente paso en la relación. El diario finaliza con pensamientos de pánico, desamor e inseguridad de Amy, quien teme lo peor de su esposo.
La detective Boney descubre el diario en la casa del padre de Nick en una estufa y medio quemado (previamente Nick había ido allí, lo que accionó la alarma y lo dejó al descubierto). Este se ve obligado a quedarse en casa de Margo mientras la suya es revisada por la policía. Allí aparecen más pistas: la escena del crimen contiene demasiados errores que la convierten en un montaje y se descubre una huella de mucha sangre de Amy en la cocina. Asimismo, Nick tiene una amante: Andie (Emily Ratajkowski), una de sus jóvenes estudiantes. En la puerta se presenta una vecina, Noelle Hawthorne, quien dice ser la mejor amiga de Amy (detalle que llama la atención de Boney y Gilpin, ya que Nick había dicho que Amy no tenía amigos). Más tarde, en una vigilia pública por la búsqueda de Amy, Nick ora un discurso sobre su esposa, afirmando que no tiene nada que ver con su desaparición, pero es interrumpido por Noelle, quien exclama que Amy estaba embarazada. Esto, confirmado por la apertura de su registro de salud, sumado a la revelación de las graves deudas bancarias de Nick y muchos objetos que justifican sus malas finanzas en el ático de Margo, lo dejan como culpable.
Luego, la historia vuelve al día de la desaparición y se observa a Amy tirando bolígrafos en la carretera, con vendas en un brazo y en un auto incógnito, saliendo de la ciudad. En un monólogo, cuenta cómo ella planeó meticulosamente cada detalle para que inculparan a Nick de su asesinato y lo condenaran a cadena perpetua o, posiblemente, a una sentencia de muerte, la cual aun está vigente en Misuri. Relata también que descubrió que su esposo la engañaba con Andie y que no le gustó ni mudarse con él por su madre, ni el bar que administra con su hermana. Por ende, las entradas de su diario, el aumento de su seguro de vida, la "búsqueda del tesoro", su amistad con Noelle y su falso embarazo fueron detenidamente planeados durante un año y medio. Su objetivo final es suicidarse y dejar que su cuerpo sea descubierto, para terminar de inculpar a su esposo. La mañana de su aniversario, Amy manda a Nick a una playa cercana para que medite sobre su matrimonio, para que no tenga una coartada sólida. Cuando este sale con el auto, Amy monta la escena del crimen, simulando un ataque físico violento, moviendo o rompiendo ciertos muebles y extrayéndose su propia sangre en la cocina para luego, esparcirla y limpiarla. En otro monólogo, Amy enfatiza sus motivos de venganza por haberse esforzado para ser la chica que Nick quería que fuera durante los años que estaban enamorados y que, al final, nunca recibió una retribución por parte suya. Amy cambia su apariencia e identidad, haciéndose llamar "Nancy". Se hospeda en una zona de cabañas en la Meseta de Ozark. Su vecina, Greta (Lola Kirke), empieza a vincularse con ella, pero Amy, siendo reticente, no quiere relacionarse mucho por temor a ser descubierta. En su estadía, visita el sitio web de su búsqueda, cómo la prensa atiende su caso (en especial, Ellen Abott (Missy Pyle), una presentadora famosa por ensañarse con casos de violencia doméstica y feminicidios), y a comprobar que Nick está siguiendo la "búsqueda del tesoro".
Nick, aún destrozado, va desenmarañando los acertijos de Amy, le cuenta a Margo y deciden contratar a Tanner Bolt (Tyler Perry), un famoso abogado de presuntos feminicidas. Nick va a Nueva York para encontrarse con él, explicándole lo que hizo su esposa y este acepta defender su caso, pero primero, asegura que deben investigar más a Amy, empezando por sus dos exnovios: Tommy O'Hara (Scott McNairy), a quien Amy denunció por violación; y Desi Collings (Neil Patrick Harris), un millonario por quien Amy solicitó una orden de restricción. Nick se reúne con Tommy quien le cuenta que, cuando quiso alejarse de Amy, ella fue repentinamente una noche a cenar a su casa y lo convenció de mantener relaciones, y, al día siguiente, vino con policías y lo arrestaron: ella se había hecho surcos en las muñecas y contusiones, y dejado las ataduras en la cama de Tommy. Por otro lado, Greta coquetea con un residente (Boyd Holbrook), sospecha cada vez más de Amy/Nancy y, cuando esta se descuida y muestra su bolso con dinero en efectivo, ambos la asaltan, seguros de que ella no los denunciará ni perseguirá.
Andie se revela como amante de Nick Dunne en una conferencia de prensa junto a los padres de Amy el mismo día que Tanner le consigue una entrevista con Sharon Scheiber (Sela Ward), una prestigiosa presentadora de televisión, para dar su versión de los hechos y limpiar un poco su imagen, pero, más que nada, para pedirle a Amy que regrese y demostrarle que está muy arrepentido. Mientras tanto, Amy, desesperada, se comunica con Desi (con quien ha mantenido correspondencia durante años a expensas de Nick), para que la ayude. Este la hospeda en una casa suya muy privada cerca de allí, pero de la cual no puede salir. Nick, por otra parte, es finalmente arrestado por homicidio, en espera de una sentencia, tras encontrarse la presunta arma homicida con sangre de Amy: un martillo de madera, parte del regalo del quinto aniversario.
Luego de darse cuenta de que Nick está dispuesto a participar en su juego, Amy planea inculpar a Desi por secuestro, utilizando las grabaciones de las cámaras de vigilancia a su favor, autoabusándose y autoflajeándose. Finalmente, seduce y mata a Desi degollándolo con un cúter durante su orgasmo. A continuación, regresa a su propia casa, frente al estupor de la prensa y del mismo Nick, aduciendo secuestro, violación, sadomasoquismo y tortura por parte de Desi, aún bañada con su sangre.
Tras ser atendida por los médicos, Amy da su declaración. La detective Boney no considera creíble su historia, pero retrocede al ver que el FBI está de su lado y que la opinión pública la favorece, incluso a Nick. Ya a solas, ella le confiesa que mató a Desi solo porque quería volver con él, amenazándolo con crucificarlo mediáticamente de nuevo si este decidiese abandonarla. Además, él debe aceptar sus compromisos financieros por los productos que "compró" y admitir que la golpeó contra las escaleras para cerrar el caso.
Cuando Ellen Abott confirma una entrevista con el matrimonio Dunne, él cree tener una oportunidad para exponer todos los crímenes de Amy, pero, poco antes, ella le revela que está embarazada de él: se había hecho una inseminación artificial con el semen que él reservó cuando estuvieron en su etapa de intentar concebir hijos. Sin escapatoria, presionado por Amy, Nick revela el embarazo en la entrevista.
En la última escena, vemos a Amy sonriendo sádicamente a la cámara en brazos de Nick, con él preguntándole mentalmente: "¿Qué nos haremos el uno al otro?".

## Reparto
- Ben Affleck como Nick Dunne.
- Rosamund Pike como Amy Elliott Dunne.
- Neil Patrick Harris como Desi Collings.
- Carrie Coon como Margo Dunne.
- Tyler Perry como Tanner Bolt.
- Kim Dickens como la detective Rhonda Boney.
- Patrick Fugit como el agente de policía Jim Gilpin.
- Emily Ratajkowski como Andie Hardy.
- Casey Wilson como Noelle Hawthorne.
- Kathleen Rose Perkins como Shawna Kelly.
- Missi Pyle como Ellen Abbott.
- Sela Ward como Sharon Scheiber.
- David Clenno como Rand Elliott.
- Lisa Banes como Marybeth Elliott.
- Boyd Holbrook como Jeff.
- Scoot McNairy como Tommy.
- Leonard Kelly-Young como Bill Dunne.
- Jamie McShane como Donnelly.
- Ricky Wood como Jason.
- Lola Kirke como Greta.

## Producción
Gone Girl fue dirigida por David Fincher. Se trata de una adaptación de la novela homónima publicada en 2012 por Gillian Flynn, quien también estuvo a cargo de redactar el guion. Una de los productoras del filme, Leslie Dixon, leyó el manuscrito de la novela en 2011 y se lo recomendó a Reese Witherspoon en diciembre del mismo año. Witherspoon vio potencial en la historia para producirla como película y ella junto a Dixon colaboraron con Bruna Papandrea para desarrollarla. Las tres trabajaron con la agente cinematográfica de Flynn, Shari Smiley, para reunirse con los estudios de cine a comienzos de 2012.
El 11 de septiembre de ese año, el equipo comenzó a grabar tomas de establecimiento, las cuales no requieren actores. El rodaje se inició el 15 de septiembre en Cape Girardeau, Misuri, finalizando cinco semanas después. Otras escenas fueron filmadas en Los Ángeles.
El 21 de enero de 2014, Trent Reznor anunció que él y Atticus Ross trabajarían una vez más con Fincher como compositores de la banda sonora de la cinta. Esta es su tercera colaboración con Fincher, después de The Social Network y The Girl with the Dragon Tattoo.

## Premios y nominaciones
| Premio                                      | Categoría                           | Receptores                  | Resultado | Ref(s) |
| ------------------------------------------- | ----------------------------------- | --------------------------- | --------- | ------ |
| Premios Óscar                               | Mejor actriz                        | Rosamund Pike               | Nominada  | [ 2 ]  |
| Crítica de Nevada                           | Mejor película                      | Perdida                     | Ganadora  | [ 3 ]  |
| Crítica de Nevada                           | Mejor actriz                        | Rosamund Pike               | Ganadora  | [ 3 ]  |
| Crítica de Florida                          | Mejor actriz                        | Rosamund Pike               | Ganadora  | [ 4 ]  |
| Crítica de Florida                          | Mejor guion adaptado                | Gillian Flynn               | Ganadora  | [ 4 ]  |
| Crítica de Utah                             | Mejor actriz                        | Rosamund Pike               | Ganadora  | [ 5 ]  |
| Crítica de Austin                           | Mejor actriz                        | Rosamund Pike               | Ganadora  | [ 6 ]  |
| Crítica de Austin                           | Mejor guion adaptado                | Gillian Flynn               | Ganadora  | [ 6 ]  |
| Asociación de Críticos de Phoenix           | Mejor película                      | Perdida                     | Nominada  | [ 7 ]  |
| Asociación de Críticos de Phoenix           | Mejor director                      | David Fincher               | Nominado  | [ 7 ]  |
| Asociación de Críticos de Phoenix           | Mejor actriz                        | Rosamund Pike               | Ganadora  | [ 7 ]  |
| Asociación de Críticos de Phoenix           | Mejor actriz de reparto             | Carrie Coon                 | Nominada  | [ 7 ]  |
| Asociación de Críticos de Phoenix           | Mejor guion adaptado                | Gillian Flynn               | Ganadora  | [ 7 ]  |
| Asociación de Críticos de Phoenix           | Mejor montaje                       | Kirk Baxter                 | Nominado  | [ 7 ]  |
| Asociación de Críticos de Phoenix           | Mejor banda sonora original         | Trent Reznor & Atticus Ross | Nominados | [ 7 ]  |
| Asociación de Críticos de Phoenix           | Mejor intérprete revelación         | Rosamund Pike               | Ganadora  | [ 7 ]  |
| Círculo de Críticos de Phoenix              | Mejor actriz                        | Rosamund Pike               | Nominada  | [ 8 ]  |
| Círculo de Críticos de Phoenix              | Mejor guion                         | Gillian Flynn               | Nominada  | [ 8 ]  |
| Crítica de Chicago                          | Mejor director                      | David Fincher               | Nominado  | [ 9 ]  |
| Crítica de Chicago                          | Mejor actriz                        | Rosamund Pike               | Nominada  | [ 9 ]  |
| Crítica de Chicago                          | Mejor guion adaptado                | Gillian Flynn               | Nominada  | [ 9 ]  |
| Crítica de Chicago                          | Mejor montaje                       | Kirk Baxter                 | Nominado  | [ 9 ]  |
| Crítica de St. Louis                        | Mejor película                      | Perdida                     | Nominada  | [ 10 ] |
| Crítica de St. Louis                        | Mejor director                      | David Fincher               | Nominado  | [ 10 ] |
| Crítica de St. Louis                        | Mejor actriz                        | Rosamund Pike               | Ganadora  | [ 10 ] |
| Crítica de St. Louis                        | Mejor actriz de reparto             | Carrie Coon                 | Nominada  | [ 10 ] |
| Crítica de St. Louis                        | Mejor guion adaptado                | Gillian Flynn               | Ganadora  | [ 10 ] |
| Crítica de St. Louis                        | Mejor fotografía                    | Jeff Cronenweth             | Nominado  | [ 10 ] |
| Crítica de St. Louis                        | Mejor banda sonora original         | Trent Reznor & Atticus Ross | Nominados | [ 10 ] |
| Crítica de Detroit                          | Mejor actriz                        | Rosamund Pike               | Ganadora  | [ 11 ] |
| Crítica de San Diego                        | Mejor película                      | Perdida                     | Nominada  | [ 12 ] |
| Crítica de San Diego                        | Mejor director                      | David Fincher               | Nominado  | [ 12 ] |
| Crítica de San Diego                        | Mejor actriz                        | Rosamund Pike               | Nominada  | [ 12 ] |
| Crítica de San Diego                        | Mejor actriz de reparto             | Carrie Coon                 | Nominada  | [ 12 ] |
| Crítica de San Diego                        | Mejor guion adaptado                | Gillian Flynn               | Ganadora  | [ 12 ] |
| Crítica de San Diego                        | Mejor fotografía                    | Jeff Cronenweth             | Nominado  | [ 12 ] |
| Crítica de San Diego                        | Mejor banda sonora original         | Trent Reznor & Atticus Ross | Nominados | [ 12 ] |
| Crítica de San Diego                        | Mejor montaje                       | Kirk Baxter                 | Nominado  | [ 12 ] |
| Indiana                                     | Mejor actriz                        | Rosamund Pike               | Nominada  | [ 13 ] |
| Asociación de Críticos de Dallas-Fort Worth | Top Ten 2014                        | Perdida                     | Ganadora  | [ 14 ] |
| Crítica de Kansas                           | Mejor actriz                        | Rosamund Pike               | Ganadora  | [ 15 ] |
| Crítica de San Francisco                    | Mejor guion adaptado                | Gillian Flynn               | Nominada  | [ 16 ] |
| Premios de la Crítica Cinematográfica       | Mejor película                      | Perdida                     | Nominada  | [ 17 ] |
| Premios de la Crítica Cinematográfica       | Mejor director                      | David Fincher               | Nominado  | [ 17 ] |
| Premios de la Crítica Cinematográfica       | Mejor actriz                        | Rosamund Pike               | Nominada  | [ 17 ] |
| Premios de la Crítica Cinematográfica       | Mejor guion adaptado                | Gillian Flynn               | Ganador   | [ 17 ] |
| Premios de la Crítica Cinematográfica       | Mejor montaje                       | Kirk Baxter                 | Nominado  | [ 17 ] |
| Premios de la Crítica Cinematográfica       | Mejor banda sonora original         | Trent Reznor & Atticus Ross | Nominado  | [ 17 ] |
| Premios de la Sociedad de Críticos Online   | Mejor actriz                        | Rosamund Pike               | Ganadora  | [ 18 ] |
| Premios de la Sociedad de Críticos Online   | Mejor guion adaptado                | Gillian Flynn               | Ganadora  | [ 18 ] |
| Premios de la Sociedad de Críticos Online   | Mejor montaje                       | Kirk Baxter                 | Nominado  | [ 18 ] |
| Crítica de Washington D. C.                 | Mejor película                      | Perdida                     | Nominada  | [ 19 ] |
| Crítica de Washington D. C.                 | Mejor director                      | David Fincher               | Nominado  | [ 19 ] |
| Crítica de Washington D. C.                 | Mejor actriz                        | Rosamund Pike               | Nominada  | [ 19 ] |
| Crítica de Washington D. C.                 | Mejor guion adaptado                | Gillian Flynn               | Ganadora  | [ 19 ] |
| Crítica de Washington D. C.                 | Mejor montaje                       | Kirk Baxter                 | Nominado  | [ 19 ] |
| Crítica de Washington D. C.                 | Mejor banda sonora                  | Trent Reznor & Atticus Ross | Nominados | [ 19 ] |
| National Board of Review                    | Top 10 del año                      | Perdida                     | Ganadora  | [ 20 ] |
| Premios Sant Jordi                          | Mejor actriz en película extranjera | Rosamund Pike               | Ganadora  | [ 21 ] |
| Premios del Sindicato de Actores de Cine    | Mejor actriz                        | Rosamund Pike               | Nominado  | [ 22 ] |
| Premios Globos de Oro                       | Mejor director                      | David Fincher               | Nominado  | [ 23 ] |
| Premios Globos de Oro                       | Mejor actriz - Drama                | Rosamund Pike               | Nominada  | [ 23 ] |
| Premios Globos de Oro                       | Mejor guion                         | Gillian Flynn               | Nominado  | [ 23 ] |
| Premios Globos de Oro                       | Mejor banda sonora                  | Trent Reznor & Atticus Ross | Nominado  | [ 23 ] |
| Premios Satellite                           | Mejor película                      | Perdida                     | Nominada  | [ 24 ] |
| Premios Satellite                           | Mejor director                      | David Fincher               | Nominado  | [ 24 ] |
| Premios Satellite                           | Mejor actriz                        | Rosamund Pike               | Nominada  | [ 24 ] |
| Premios Satellite                           | Mejor guion adaptado                | Gillian Flynn               | Nominada  | [ 24 ] |
| Premios Satellite                           | Mejor fotografía                    | Jeff Cronenweth             | Nominado  | [ 24 ] |
| Premios Satellite                           | Mejor banda sonora                  | Trent Reznor & Atticus Ross | Nominados | [ 24 ] |
| Premios Satellite                           | Mejor sonido                        | Ren Klyce, Steve Cantamessa | Nominados | [ 24 ] |